# 2016年國家聯盟外卡晉級賽
2016年國家聯盟外卡晉級賽（2016 National League Wild Card Game），是由國家聯盟東區、中區、西區等三區的冠軍以外的球隊進行排名，以勝率前兩名的球隊獲得外卡資格，兩隊將會進行1場比賽，獲勝的球隊可以晉級國家聯盟分區賽，其中兩隊以勝率較高的球隊獲得主場優勢，如果兩隊的勝率相同的時候，則以兩隊球季比賽獲得優勢的球隊擁有主場優勢。比賽於美國時間10月5日晚上8點開始。
紐約大都會和舊金山巨人皆為87勝75敗，根據大聯盟的tiebreaking rules，由大都會獲得主場優勢。大都會先發投手為諾亞·辛德賈德，巨人先發投手為麥迪森·邦加納。

## 比賽結果
花旗球場，紐約，皇后區
| 舊金山巨人                                                                                                 | 0 | 0 | 0 | 0 | 0 | 0 | 0 | 0 | 3 | 3 | 5 | 0 |
| 紐約大都會                                                                                                 | 0 | 0 | 0 | 0 | 0 | 0 | 0 | 0 | 0 | 0 | 4 | 0 |
| 勝投： 麥迪森·邦加納 (1–0) 敗投： Jeurys Familia (0–1) 全壘打： 巨人：Conor Gillaspie (9上,3分) 大都會：無 |   |   |   |   |   |   |   |   |   |   |   |   |

### 比賽經過
這場比賽兩隊由麥迪森·邦加納和諾亞·辛德賈德先發，雙方形成了投手戰。
辛德賈德主投7局僅被敲出三支安打，投出10K無失分，第8局中繼投手Addison Reed上場，雖然一度讓巨人攻佔滿壘，但是Reed最後三振Hunter Pence結束這個半局。
9局上，Brandon Crawford擊出二壘安打，Angel Pagan遭到三振，Joe Panik獲得保送，隨後Conor Gillaspie擊出全壘打打破0比0的僵局，麥迪森·邦加納繼2014年外卡晉級賽後，再度挑戰完封勝，最終他9局4安無失分，拿下勝投。